# پاستورلا مالتوسیدا
پاستورلا مالتوسیدا (نام علمی: Pasteurella multocida) نوعی کوکوباسیل گرم-منفی حساس به پنی‌سیلین است که در تیره Pasteurellaceae قرار دارد. این باکتری از راه گزش جانوران اهلی همچون سگ و گربه منتقل شده و باعث عفونتی با التهاب شدید و ترشح چرکی می‌شود.